# Calamoceratidae
Calamoceratidae — родина волохокрилих комах. Містить близько 120 видів у 9 родах.

## Опис
Великого і середнього розміру волохокрильці, розмах крил 20-50 мм. Нижньощелепні щупики складаються з 5-6 члеників. Число шпор на передніх, середніх і задніх ногах частіше дорівнює 2, 2 (4) і 2 (4) відповідно. Личинки живуть на водоростях і в мулі на дні водойм різного типу (стоячих або з повільно текучою водою); детритофаги.

## Роди
- Anisocentropus McLachlan, 1863
- Ascalaphomerus Walker, 1852
- Banyallarga Navas, 1916
- Calamoceras Brauer, 1865
- Ganonema McLachlan, 1866
- Georgium Fischer, 1964
- Heteroplectron McLachlan, 1871
- Phylloicus Mueller, 1880
- Silvatares Navás, 1931